# Портрет на Исак Добровски
„Портрет на Исак Добровски“ е скица от художника Пенчо Георгиев от 22 ноември 1935 г.
Скицата е рисувана с креда върху хартия с размери 35,3 cm височина и 23,3 cm ширина. На нея е изобразен портрет в профил на диригента Исак Добровски. Съхранява се в архива на Пенчо Георгиев в Централен държавен архив (ф. 102К, оп. 1, а.е. 46, л. 1).